# CSM Dunărea Galați
CSM Dunărea Galați (celým názvem: Clubul Sportiv Municipal Dunărea Galaţi) je rumunský klub ledního hokeje, který sídlí v Galați ve stejnojmenné župě. Založen byl v roce 1950 jako nástupce týmu Gloria C.S.U. Galați. Galați je celkově dvojnásobným mistrem Rumunska. Poslední titul je z roku 2016. Od sezóny 2009/10 působí v Liga Națională de hochei, rumunské nejvyšší soutěži v ledním hokeji. Klubové barvy jsou modrá a červená.
Své domácí zápasy odehrává v hale Patinoarul Artificial s kapacitou 5 000 diváků.

## Získané trofeje
- Rumunský mistr v ledním hokeji ( 2× )
  - 2014/15, 2015/16
- Rumunský pohár v ledním hokeji ( 3× )
  - 1987/88, 2015/16, 2016/17

## Přehled ligové účasti
Zdroj:
- 1971–1977: Liga Națională de hochei (1. ligová úroveň v Rumunsku)
- 1978–2002: Liga Națională de hochei (1. ligová úroveň v Rumunsku)
- 2004–2008: Liga Națională de hochei (1. ligová úroveň v Rumunsku)
- 2009– : Liga Națională de hochei (1. ligová úroveň v Rumunsku)
- 2016–2017: MOL Liga (1. ligová úroveň v Maďarsku / mezinárodní soutěž)

## Účast v mezinárodních pohárech
Zdroj:
Legenda: SP - Spenglerův pohár, EHP - Evropský hokejový pohár, EHL - Evropská hokejová liga, SSix - Super six, IIHFSup - IIHF Superpohár, VC - Victoria Cup, HLMI - Hokejová liga mistrů IIHF, ET - European Trophy, HLM - Hokejová liga mistrů, KP - Kontinentální pohár
- KP 2015/2016 – 2. kolo, sk. C (3. místo)
- KP 2016/2017 – 2. kolo, sk. C (4. místo)